# Konankeri, Shiggaon
Konankeri là một làng thuộc tehsil Shiggaon, huyện Haveri, bang Karnataka, Ấn Độ.